# Payena leerii
Payena leerii là một loài thực vật có hoa trong họ Hồng xiêm. Loài này được (Teijsm. & Binn.) Kurz mô tả khoa học đầu tiên năm 1871.